# جرج سارتن
جرج آلفرد لئون سارتن، (متولد ۱۸۸۴ – فوت ۱۹۵۶) یک آمریکایی – بلژیکی همه‌چیزدان، تاریخ‌دان علم و پدر می سارتن (شاعر و نویسنده آمریکایی) بود. وی کتاب‌هایی چون تاریخ علم، مطالعهٔ تاریخ علم و سه جلد از مجموعهٔ نه جلدی مقدمه‌ای بر تاریخ علم را به رشتهٔ تحریر درآورد.
جرج سارتن از نظر برخی پدر تاریخ علم به حساب می‌آید. مقدمه او از تاریخ علم یک کار سه جلدی است که مشارکت‌های علمی و فرهنگی هر تمدن از دوران باستان تا قرن چهاردهم را بررسی می‌کند. وی نویسنده ۱۵ کتاب و بیش از ۳۰۰ مقاله در همین زمینه می‌باشد.

## زندگی و کار سارتن
جرج آلفرد لئون سارتن، در تاریخ ۳۱ اوت در خنت به دنیا آمد. او در سال ۱۹۰۶ از دانشگاه فارغ‌التحصیل شد و دو سال بعد برنده مدال طلا برای یکی از مقالات خود در شیمی شد. وی دکترای خود را در سال ۱۹۱۱ در رشته ریاضیات از دانشگاه گنت دریافت کرد. جرح در سال ۱۹۱۱ با مابل النور الویس، هنرمند انگلیسی، ازدواج کرد و دختر او النور ماری یک سال بعد به دنیا آمد. او پس از جنگ جهانی اول به انگلستان مهاجرت کرد و در سال ۱۹۱۵ به ایالات متحده رفت. جایی که باقی عمر خود را در آنجا زندگی نمود. او برای بنیاد کارنگی برای صلح بین‌المللی کار می‌کرد و در در سالهای ۱۹۱۶ تا ۱۹۱۸ دانشگاه هاروارد سخنرانی‌هایی ایراد نمود. جرج در سال ۱۹۲۰ به عنوان مدرس دانشگاه هاروارد و در سال‌های ۱۹۴۰–۱۹۵۰ استاد تاریخ علم شد. او همچنین عضو پیوسته مؤسسه پژوهشی کارنگی در واشینگتن ۱۹۴۸–۱۹۱۹ بود. سارتن تصمیم گرفت که یک تاریخ علم نه جلدی جامع را کامل کند که در طی آماده‌سازی جلد دوم به او القا شد تا زبان عربی را فرا گیرد و به خاورمیانه مسافرت کند تا دست نوشته‌های اصلی دانشمندان اسلامی را بررسی کند.
پروژه تدوین تاریخ علم، از مطالعه او از لئوناردو دا وینچی الهام گرفته شد اما دوره زندگی لئوناردو قبل از مرگ ساتورن تمام نشد(Jūrj Sārtūn Romanized فرم عربی از نام او است). پس از مرگ او (۲۲ مارس ۱۹۵۶) مجموعه منتخبی از مقالات او توسط دوروتی استیمسون ویرایش شد و توسط انتشارات دانشگاه هاروارد در سال ۱۹۶۲ منتشر گردید.

## آثار
- مقدمه ای بر تاریخ علم
  - جلد اول: از هومر تا عمر خیام

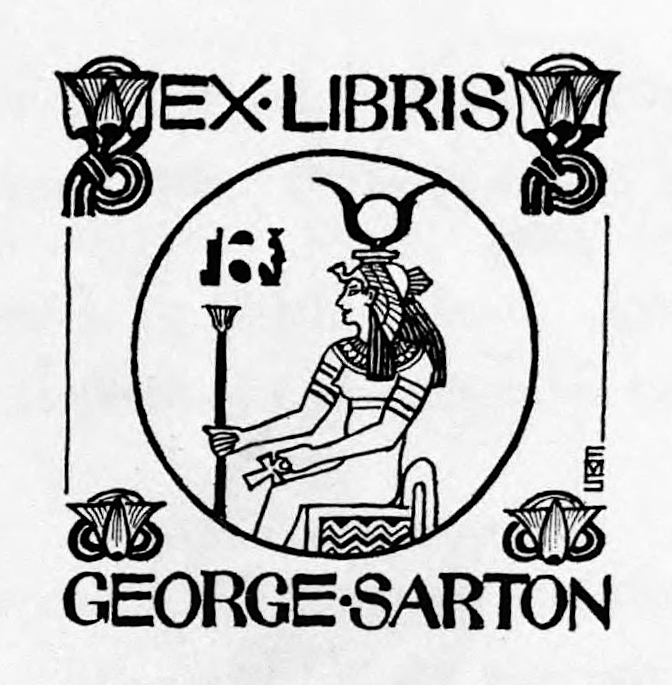
برچسب کتاب جرج سارتن

  - جلد دوم: از خاخام عزرا تا راجر بیکن
  - جلد سوم: علم و یادگیری در قرن چهاردهم ۱۹۲۷–۱۹۴۸)
- ت‍اری‍خ ع‍ل‍م (ع‍ل‍م ق‍دی‍م ت‍ا پ‍ای‍ان دوره طلای‍ی ی‍ون‍ان) با مترجمی: احمد آرام
- گفتارهایی در تاریخ علم با مترجمی: غلامحسین صدری‌افشار. نشر آییژ
- شش بال علم (شش بال: مردان علم در رنسانس) با مترجمی: احمد آرام

## جامعه تاریخ علم
به افتخار دستاوردهای سارتن جامعه تاریخ علم جایزه معروف به مدال جرج سارتن را ایجاد کرد. این جایزه از معتبرترین جوایز جامع تاریخ علم است. این مدال از سال ۱۹۵۵ هر سال به یک مورخ برجسته علم که از طریق کمیته بین‌المللی پژوهش انتخاب می‌شود اهدا می‌گردد. هر پژوهشگر برای موفقیت پژوهشی خود در طول زندگی مفتخر به این مدال می‌شود. سارتن مؤسس این جامعه و صاحب نشریات سریالی Isis و Osiris که این مؤسسه منتشر می‌کند، می‌باشد.

## واژه‌نامه
1. ↑  George Alfred Leon Sarton